# Caserne des pompiers de la Benauge
La caserne des pompiers de la Benauge est située 1, rue de la Benauge, dans le quartier de la Bastide à Bordeaux. En 2008, l'édifice a été labellisé « Patrimoine du XXe siècle. La caserne est désormais inscrite au titre des monuments historiques par arrêté du 22 septembre 2014.

## Présentation
La caserne des pompiers de la Benauge a été construite par les architectes Claude Ferret, Yves Salier et Adrien Courtois entre 1950 et 1954 sur le terrain de l'ancienne gare de Bordeaux-État fermée en 1939 et détruite en 1950. La façade, réalisée en aluminium, est de Jean Prouvé. 
L'organisation générale de la caserne de la Benauge fait référence à l'école du Bauhaus de Walter Gropius et à la théorie de Le Corbusier, cherchant constamment la lisibilité des volumes et le fonctionnalisme à travers des espaces simples.

## Description
La caserne se compose de plusieurs bâtiments organisés autour d'une cour centrale. Le bâtiment principal est à une hauteur de 31,5 mètres avec 9 niveaux (R+8).
Le bâtiment des logements est situé en bordure de la Garonne, il est composé de cinq étages et repose sur des pilotis sous lesquels un garage permet d'abriter 12 véhicules d'intervention et des ateliers, le tout dans un espace indépendant qui s'avance vers la Garonne.

## LabellisationPatrimoine duXXesiècleet reconversion du site
En 2003, l'architecte Pierre Ferret, fils du concepteur de la caserne, Claude Ferret, a lancé une pétition afin de protéger celle-ci[réf. nécessaire].
En 2009, la pérennité de la caserne de la Benauge n'est pas assurée mais, en 2013, le devenir du site se précise. Après une labellisation au titre du patrimoine du XXe siècle, l'aménageur public Euratlantique confie une étude à l'école hôtelière de Lausanne. Il s'agit de combiner hôtellerie, restauration, école et lieu de réunions. Sur ce dossier, la structure de formation suisse travaille en collaboration avec la société Fitch Promotion, groupe immobilier parisien.

## Fermeture
La caserne a définitivement fermé le 2 avril 2024 après un dernier défilé. Les pompiers ont déménagé dans la Caserne des pompiers de la bastide située dans le nouveau quartier Belvédère. Cette nouvelle caserne est annoncée comme la plus grande caserne de pompiers urbaine d’Europe.
Le site actuel, quant à lui, devrait faire l'objet d'une éventuelle réhabilitation à l'horizon 2025-2026